# Doodslag (levensbeëindiging)

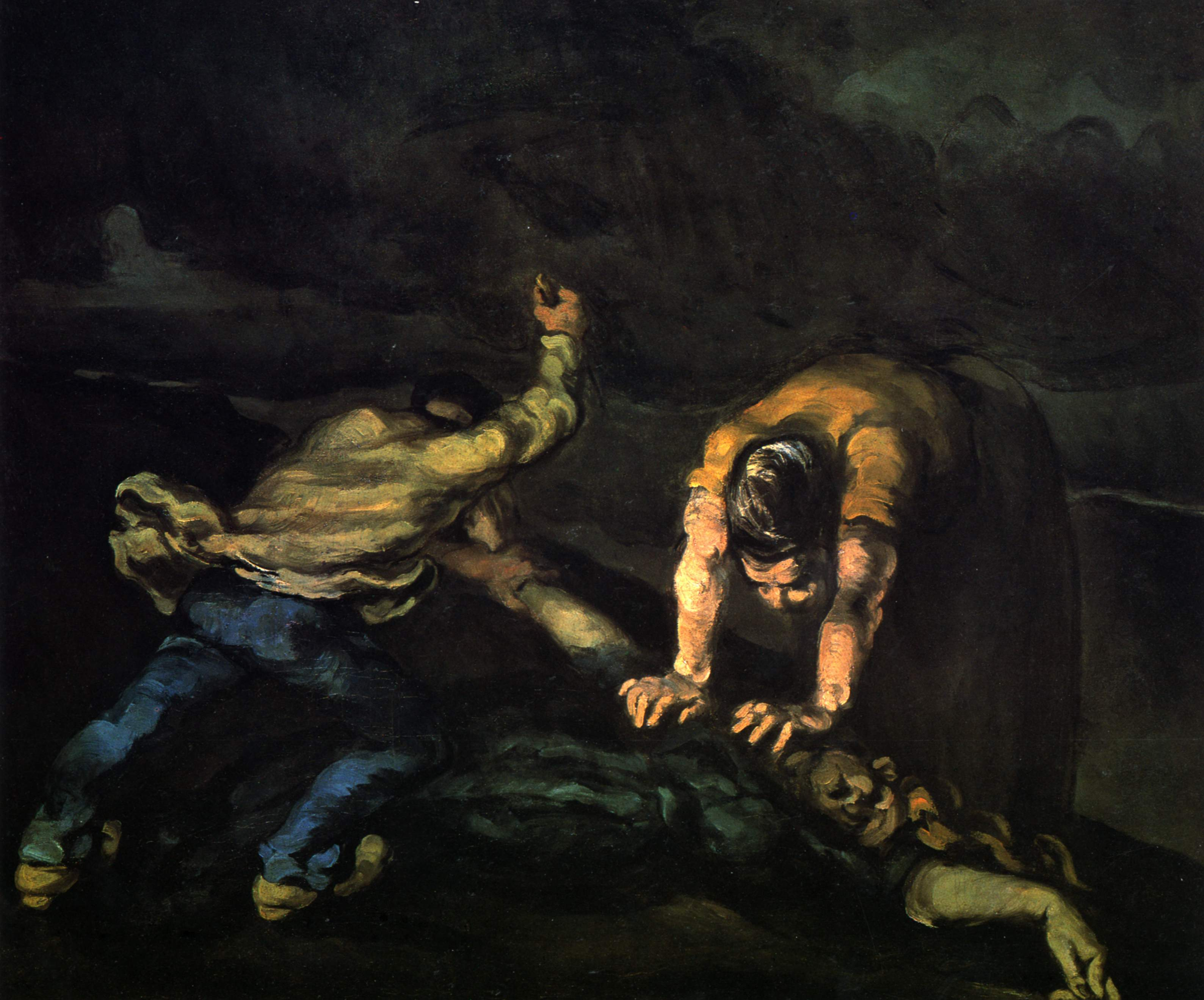
Le meurtre van Paul Cézanne.

Doodslag is het door geweldpleging doden van een persoon. Doodslag is in de meeste rechtstelsels van de wereld tevens een strafbaar feit. De exacte invulling van doodslag en vooral het verschil met moord verschilt per stelsel. In het Nederlandse en Belgische recht valt onder doodslag het opzettelijk, maar niet met voorbedachten rade, beroven van het leven van een ander. Wanneer er wel sprake is van voorbedachten rade spreekt men hier van moord.

## Doodslag in de late middeleeuwen
In de late middeleeuwen werd in heel West-Europa een scherp onderscheid gemaakt tussen doodslag en moord. Moord was niet zoals in de huidige tijd een doodslag in koelen bloede of met voorbedachten rade. In deze tijd was het misdrijf moord verbonden met het begrip heimelijkheid. De middeleeuwse moord was de doodslag waarvoor de dader niet openlijk uitkwam, of waarvan de dader zich niet binnen een bepaalde termijn bekend had gemaakt.
Bij de middeleeuwse doodslag maakte de dader zich vrijwillig of onvrijwillig bekend. Indien iemand op een gruwelijke wijze om het leven was gebracht, dan bleef men dit beschouwen als doodslag indien dit misdrijf openlijk was gepleegd, de dader op heterdaad was betrapt of wanneer hij de daad openlijk erkende.
Moord werd als een ernstiger delict beschouwd dan doodslag. Dit misdrijf kwam, in tegenstelling tot doodslag in de late middeleeuwen, niet in aanmerking voor gratieverlening.

## Situatie in Nederland
Het Wetboek van Strafrecht (Sr) maakt een onderscheid tussen doodslag (artikel 287 Sr) en gekwalificeerde doodslag (artikel 288 Sr). Doodslag is het opzettelijk doden van een ander. Van gekwalificeerde doodslag is sprake indien de doodslag vergezeld of voorafgegaan wordt door een ander strafbaar feit en indien zij gepleegd wordt onder specifieke omstandigheden – zoals het vergemakkelijken van de vlucht.

Artikel 287 Hij die opzettelijk een ander van het leven berooft, wordt, als schuldig aan doodslag, gestraft met gevangenisstraf van ten hoogste vijfentwintig jaren of geldboete van de vijfde categorie.
 Artikel 288 Doodslag gevolgd, vergezeld of voorafgegaan van een strafbaar feit en gepleegd met het oogmerk om de uitvoering van dat feit voor te bereiden of gemakkelijk te maken, of om, bij betrapping op heter daad, aan zichzelf of andere deelnemers aan dat feit hetzij straffeloosheid hetzij het bezit van het wederrechtelijk verkregene te verzekeren, wordt gestraft met levenslange gevangenisstraf of tijdelijke van ten hoogste dertig jaren of geldboete van de vijfde categorie.

Voor doodslag is vereist dat de dader opzet had op het veroorzaken van de dood bij het slachtoffer. Dit omvat alle gradaties van opzet, waaronder voorwaardelijk opzet. Het is daarom voor een veroordeling voldoende als de dader bewust of willens en wetens de aanmerkelijke kans op de dood van het slachtoffer heeft aanvaard. De vraag of sprake is van een aanmerkelijke kans is afhankelijk van de omstandigheden van het geval, waarbij het onder andere aankomt op de aard van de gedraging en de omstandigheden van het geval. Er is sprake van dood door schuld als de dood van het slachtoffer niet opzettelijk veroorzaakt wordt, maar aan iemands schuld te wijten is. Indien de doodslag met voorbedachten rade gepleegd wordt is er sprake moord.

## Situatie in België
Doden met het oogmerk om te doden wordt doodslag genoemd. Het misdrijf bestaat dus uit drie elementen:
- er moet de bedoeling zijn om te doden
- er is de materiële handeling te doden
- de dood wordt veroorzaakt bij een ander persoon (zelfmoord en de deelneming eraan zijn niet strafbaar).

Komt daar nog het element "voorbedachten rade" bij, dan spreekt men van moord.
Er zijn twee bijzondere gevallen: oudermoord (art 395) en kindermoord (art 396). Het gaat hier om juridische begrippen die respectievelijk de doodslag op de ouders en de doodslag op een kind bij de geboorte strafbaar stellen. Ondanks het feit dat de term "moord" wordt gebruikt in die begrippen, moet er niet noodzakelijk sprake zijn van voorbedachtheid.